# Sharam
Шарам Тайби (англ. Sharam Tayebi, более известный как Шарам (англ. Sharam); род. 12 августа 1970 года, Тегеран, Иран) — ирано-американский диджей и музыкальный продюсер, экс-участник диджейского дуэта Deep Dish. С 2006 года Ali Dubfire и Sharam работают как соло-музыканты.

## Дискография

### Альбомы
- 2009 Get Wild

### Синглы/EPs
| 1990-е - 1996 «Let’s Rock» - 1996 «Keep On Move It» - 1997 «Preacher» - 1998 «Any Time Is Party Time» - 1998 «To The Beat / Last Battle» - 1999 «Phat Philter Killa» - 1999 «Into The Groove / 2 of Us» - 1999 «Let’s Get It On» All Music Chart | 2000-е - 2002 «Out of Your Mind» - 2006 «PATT (Party All the Time)» - #36 NED, #8 UK - 2006 «PATT (Party All the Time) (Remixes)» - 2008 «Secret Parkway» - 2008 «The One» - #28 NED - 2008 «Get Wild» - 2008 «Texi» - 2008 «Crazi» | - 2008 «U Don’t Even Know Us» (as Sharvais) |

### Сборники
- 2003: Global Underground: Toronto: Sharam [Afterclub Mix] - #1 Top Electronic Albums, #20 Top Independent Albums, #29 Top Heatseekers
- 2006: Global Underground: Dubai

### Ремиксы
- 1994: Watergate — Lonely Winter
- 1995: Aquarhythms — Ether’s Whisper
- 1995: De’Lacy — Hideaway
- 1995: Ashley Beedle — Revolutions In Dub
- 1996: MK — Burning
- 2006: MYNC Project & Danny Rampling — Strobelight
- 2006: Nalin & Kane — Beachball
- 2007: Richard Grey — Tainted Love (Warped Bass)
- 2009: Sharam — She Came Along (Danny Byrd Remix)